# Maskowanie operacyjne
Maskowanie operacyjne – ogół przedsięwzięć maskowania mający na celu zabezpieczenie działań operacyjnych.
Jest realizowane na strategicznym i operacyjnym poziomie dowodzenia siłami zbrojnymi. Obejmuje ukrywanie ważnych obiektów (w tym elementów systemów kierowania i dowodzenia wojskami) i  przygotowań do operacji, wprowadzanie w błąd przeciwnika co do zamiaru i sposobu jej przeprowadzenia oraz przyjętego ugrupowania, a także kierowanie uwagi przeciwnika na przedsięwzięcia i obiekty drugorzędne lub pozorowane.

## Charakterystyka
Maskowanie operacyjne jest jednym z podstawowych czynników osiągnięcia zaskoczenia operacyjnego. Wykonywane jest według jednolitego planu sztabu związku operacyjnego.
Jego cele są uzależnione od charakteru i specyfiki planowanej operacji, planowanego działania bojowego lub obiektu. Muszą w pełni odpowiadać zamiarowi przeprowadzenia operacji lub działania bojowego i zapewniać jak najskuteczniejsze ich przeprowadzenie. Zamiar maskowania operacyjnego winien określać kierunek, w jakim zamierzamy wprowadzić przeciwnika w błąd np. w operacji zaczepnej.  Powinno zapewnić skuteczne mylenie przeciwnika co do głównego kierunku uderzenia, czasu rozpoczęcia, ilości sił i środków oraz stworzenia pozorów przygotowania operacji na innym kierunku.

## Czynności maskowania operacyjnego
- tworzenie pozornych zgrupowań wojsk i obiektów;
- dezinformowanie przeciwnika;
- szerokie stosowanie technicznych środków maskowania;
- wykorzystywanie dogodnych warunków terenowych oraz pory dnia;
- zachowanie tajemnicy działań.